# Diocesi di Winona-Rochester
La diocesi di Winona-Rochester (in latino Dioecesis Vinonaënsis-Roffensis) è una sede della Chiesa cattolica negli Stati Uniti d'America suffraganea dell'arcidiocesi di Saint Paul e Minneapolis. Nel 2023 contava 114.255 battezzati su 607.741 abitanti. È retta dal vescovo Robert Emmet Barron.

## Territorio

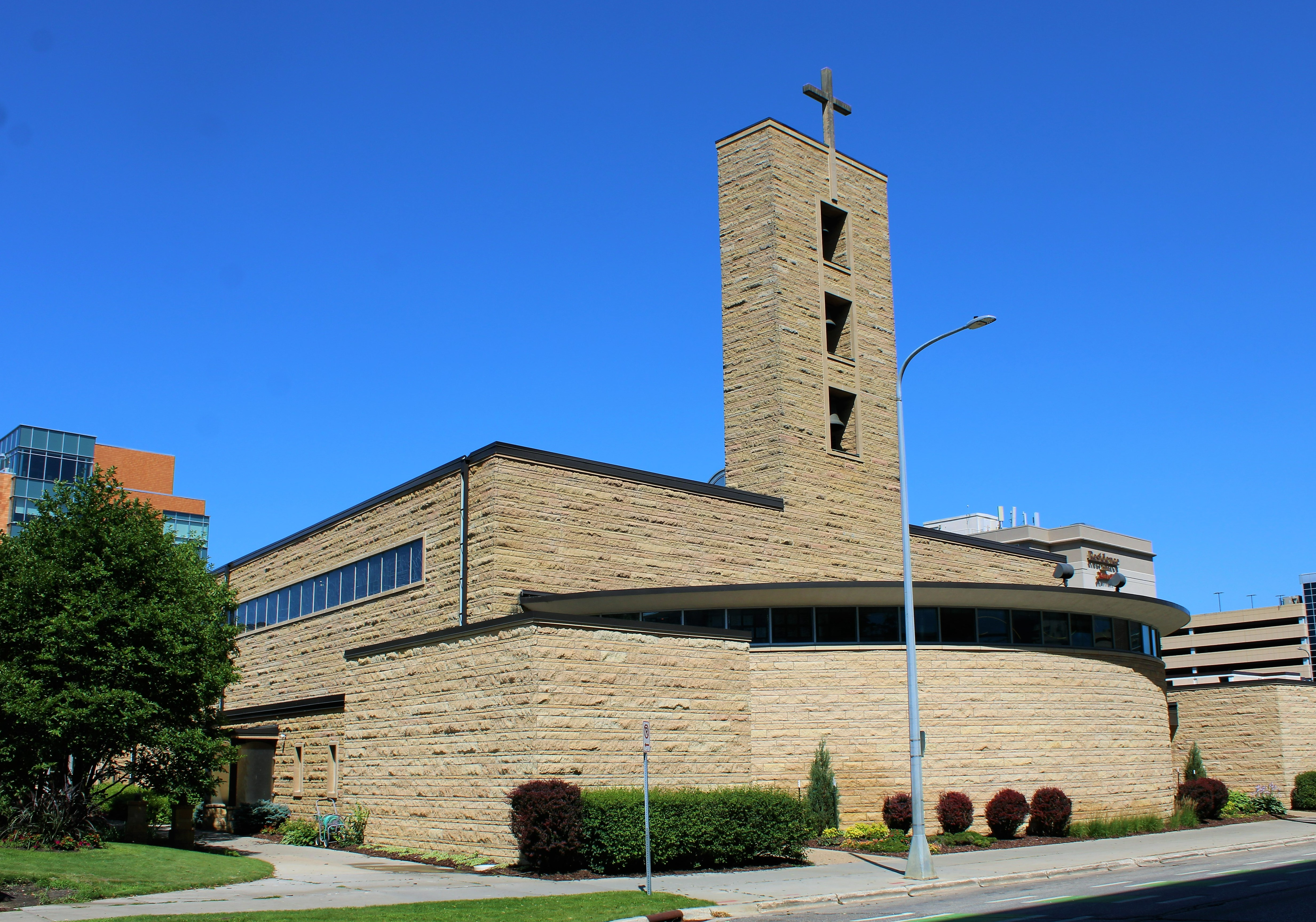
Concattedrale di San Giovanni Evangelista a Rochester.

La diocesi si estende nella parte meridionale dello stato del Minnesota e comprende le seguenti contee: Winona, Wabasha, Olmsted, Dodge, Steele, Waseca, Blue Earth, Watonwan, Cottonwood, Murray, Pipestone, Rock, Nobles, Jackson, Faribault, Martin, Freeborn, Mower, Fillmore e Houston.
Sede vescovile è la città di Winona, dove si trova la cattedrale del Sacro Cuore di Gesù. A Rochester si erge la concattedrale di San Giovanni Evangelista. A Winona sorge anche la basilica minore di San Stanislao Kostka.
Il territorio si estende su 31.810 km² ed è suddiviso in 98 parrocchie.

## Storia
La diocesi di Winona è stata eretta il 26 novembre 1889 con il breve Ex debito pastoralis di papa Leone XIII, ricavandone il territorio dalla diocesi di Saint Paul (oggi arcidiocesi di Saint Paul e Minneapolis).
Il 23 gennaio 2018 ha assunto il nome attuale in forza del decreto In dioecesi Vinonaënsi della Congregazione per i vescovi e la chiesa di San Giovanni Evangelista di Rochester è divenuta concattedrale.

## Cronotassi dei vescovi
Si omettono i periodi di sede vacante non superiori ai 2 anni o non storicamente accertati.
- Joseph Bernard Cotter † (15 novembre 1889 - 28 giugno 1909 deceduto)
- Patrick Richard Heffron † (4 marzo 1910 - 23 novembre 1927 deceduto)
- Francis Martin Kelly † (10 febbraio 1928 - 17 ottobre 1949 dimesso[3])
- Edward Aloysius Fitzgerald † (20 ottobre 1949 - 8 gennaio 1969 dimesso[4])
- Loras Joseph Watters † (8 gennaio 1969 - 14 ottobre 1986 ritirato)
- John George Vlazny † (19 maggio 1987 - 28 ottobre 1997 nominato arcivescovo di Portland)
- Bernard Joseph Harrington (4 novembre 1998 - 7 maggio 2009 ritirato)
- John Michael Quinn (7 maggio 2009 succeduto - 2 giugno 2022 ritirato)
- Robert Emmet Barron, dal 2 giugno 2022

## Statistiche
La diocesi nel 2023 su una popolazione di 607.741 persone contava 114.255 battezzati, corrispondenti al 18,8% del totale.
| anno | popolazione | popolazione | popolazione | presbiteri | presbiteri | presbiteri | presbiteri                | diaconi | religiosi | religiosi | parrocchie |
| anno | battezzati  | totale      | %           | numero     | secolari   | regolari   | battezzati per presbitero | diaconi | uomini    | donne     | parrocchie |
| ---- | ----------- | ----------- | ----------- | ---------- | ---------- | ---------- | ------------------------- | ------- | --------- | --------- | ---------- |
| 1950 | 73.044      | 447.082     | 16,3        | 166        | 151        | 15         | 440                       |         | 112       | 821       | 129        |
| 1966 | 113.380     | 509.310     | 22,3        | 228        | 200        | 28         | 497                       |         | 88        | 1.399     | 130        |
| 1970 | 118.062     | 449.039     | 26,3        | 200        | 183        | 17         | 590                       |         | 50        | 841       | 131        |
| 1976 | 120.293     | 514.460     | 23,4        | 173        | 160        | 13         | 695                       |         | 44        | 706       | 128        |
| 1980 | 123.700     | 532.000     | 23,3        | 163        | 152        | 11         | 758                       |         | 37        | 744       | 124        |
| 1990 | 122.526     | 524.800     | 23,3        | 145        | 132        | 13         | 845                       |         | 40        | 576       | 124        |
| 1999 | 148.445     | 528.303     | 28,1        | 141        | 130        | 11         | 1.052                     | 3       | 23        | 490       | 118        |
| 2000 | 148.445     | 528.303     | 28,1        | 116        | 107        | 9          | 1.279                     | 4       | 31        | 487       | 118        |
| 2001 | 150.370     | 557.684     | 27,0        | 117        | 108        | 9          | 1.285                     | 5       | 31        | 449       | 118        |
| 2002 | 151.081     | 557.684     | 27,1        | 114        | 105        | 9          | 1.325                     | 6       | 30        | 460       | 118        |
| 2003 | 130.000     | 557.684     | 23,3        | 113        | 104        | 9          | 1.150                     | 7       | 30        | 435       | 118        |
| 2004 | 130.527     | 557.684     | 23,4        | 110        | 102        | 8          | 1.186                     | 9       | 30        | 511       | 115        |
| 2010 | 134.449     | 585.000     | 23,0        | 117        | 109        | 8          | 1.149                     | 30      | 39        | 387       | 114        |
| 2014 | 134.654     | 602.000     | 22,4        | 122        | 113        | 9          | 1.103                     | 28      | 28        | 345       | 114        |
| 2017 | 137.630     | 615.000     | 22,4        | 98         | 91         | 7          | 1.404                     | 27      | 22        | 338       | 107        |
| 2020 | 133.837     | 596.953     | 22,4        | 90         | 86         | 4          | 1.487                     | 25      | 18        | 321       | 106        |
| 2022 | 136.214     | 607.555     | 22,4        | 88         | 81         | 7          | 1.547                     | 37      | 22        | 298       | 104        |
| 2023 | 114.255     | 607.741     | 18,8        | 88         | 82         | 6          | 1.298                     | 37      | 19        | 298       | 98         |